# Konrad-Adenauer-Brücke (Neunkirchen, Saar)
Die Konrad-Adenauer-Brücke in Neunkirchen überquert die Pfalzbahnlinie in Höhe des Hauptbahnhofs Neunkirchen (Saar). Sie verbindet die aus Wiebelskirchen kommende Kuchenbergstraße mit der Bahnhofstraße. Die vorher Bahnhofsbrücke genannte Brückenkonstruktion ist die zweite Brücke an dieser Stelle.

## Geschichte
Nach Einrichtung der Pfalzbahn 1850 wurden die Schienen aus Ottweiler kommend Richtung Innenstadt und umgekehrt auf schienengleicher Höhe überquert. Durch den wachsenden Verkehr wurde diese Art der Überquerung zunehmend problematisch. Als es um 1875 sogar zu einem Todesfall kam, wurde über eine Lösung nachgedacht. Der Plan einer Unterführung scheiterte am Unwillen der Hausbesitzer zum Verkauf zweier nahestehender Häuser, die dazu abgerissen werden sollten. Man entschied sich, stattdessen eine Brücke zu bauen. Der Bau der Brücke wurde 1875 in Auftrag gegeben. Die erste Brücke wurde über eine Rampe geleitet und eine Stützmauer errichtet. Bereits 1914 war diese Bahnhofsbrücke den Anforderungen des Straßenverkehrs, der stetig zunahm, nicht mehr gewachsen. Pläne für einen Neubau scheiterten jedoch am Unwillen der Bahnbehörde hier Abhilfe zu leisten.
Der Bau scheiterte letztlich am Zweiten Weltkrieg. Die Brücke wurde während des Krieges zerbombt und für jeglichen Verkehr gesperrt.
Bis zum 27. September 1946 wurde die Brücke wieder instand gesetzt und für den Fahrzeugverkehr freigegeben. Für die Neueinweihung reiste Militärgouverneur Gilbert Grandval an. Bereits etwas mehr als zehn Jahre später war die Brücke wieder baufällig geworden. Auf Grund der Schäden wurde sie 1958 gesperrt. Während der Straßenverkehr umgeleitet wurde, erhielten die Fußgänger ab 22. Februar 1961 eine Behelfslösung. Ein Brückenneubau wurde beschlossen, die alte Brücke wurde im Juni 1961 abgerissen. Die Bauzeit betrug etwa zwei Jahre und kostete 4,2 Millionen DM.
Die neue Brücke ist 60 Meter lang. Von Wiebelskirchen kommend beträgt die Breite 47 Meter. Die Brücke verengt sich zur Stadtseite hin auf 21 Meter. Der Bahnhof ist für Fußgänger über einen Fußgängersteig zu erreichen.
Am 19. Juli 1967 wurde die vorher unter dem Namen Bahnhofsbrücke bekannte Brücke offiziell in Konrad-Adenauer-Brücke umbenannt. Sie ehrt damit Konrad Adenauer, den ersten Bundeskanzler der Bundesrepublik Deutschland. Zwei Brücken über die Blies wurden am gleichen Tag nach Kurt Schumacher und Theodor Heuss benannt. Im Volksmund blieb die Brücke aber bis heute die Bahnhofsbrücke.